# Secrets (Wilfred)
«Secrets» (en español «Secretos») es el decimotercer episodio y el final de temporada perteneciente a la segunda temporada de la serie de televisión cómica Wilfred. Fue estrenado el 20 de septiembre de 2012 en Estados Unidos y el 10 de febrero de 2013 en Latinoamérica ambos por FX. En el episodio, la boda de Jenna y Drew se efectúa, Ryan descubre un gran secreto y Wilfred tiene una crisis existencial.

## Cita del comienzo
"Cuánto consuelo encontraríamos si contáramos nuestros secretos"
John Churton Collins

## Argumento
Mientras se prepara el patio trasero para la boda, Wilfred se muestra muy enojado por la cercanía del evento. Al no saber donde tiene que sentarse cada invitado destroza una mesa, en un intento de moverlo de ahí, Wilfred accidentalmente rasguña a Ryan, Jenna le pide a Ryan que le corte las uñas. En el sótano, Wilfred dice que Ryan tiene un secreto. Ryan le confiesa que volverá con Amanda, pero Wilfred no se refería a ese secreto. Wilfred le muestra un dibujo que Ryan hizo cuando era niño, un dibujo de toda su familia junto con Snickers. Wilfred le muestra bien el dibujo, entonces Ryan se da cuenta de que está dibujando un hombre con traje de perro, idéntico a Wilfred. Wilfred pide respuestas pues esa foto es de aproximadamente hace 20 años, y Wilfred tiene solo 7, Ryan solo bromea y se marcha. Más tarde durante la fiesta, Amanda le confiesa a Ryan que ella fue a darle un regalo a Drew y Jenna, pero ellos no se encontraban y por tanto se quedó un momentito con Wilfred. James va rápidamente con Ryan y le comenta que alguien puso una transferencia de 10.2 millones a su nombre, por tanto se ve obligado a entregarlos o tendrá problemas fiscales, James le comenta que necesitará un buen abogado para representarlo y le recomienda a su padre. Ryan piensa que es Wilfred quien hizo todo eso. En el sótano, Ryan da por hecho que fue Wilfred, sin embargo, él dice no saber como se hacen todo eso. Wilfred dice que es su padre quien hizo todo eso, pues lleva tiempo tratando de arreglar las cosas con Ryan. A pesar de que son muchas coincidencias las que apuntan que el padre de Ryan es quien hizo todo eso, Ryan no lo cree. Wilfred dice que fue él mismo quien hizo todo eso.
Al reincorporarse a la fiesta, Ryan le confiesa a Amanda que él puede ver a Wilfred como un hombre en traje de perro y que también puede escuchar lo que dice. Amanda dice que ella también lo ve y lo escucha. Ella le confiesa que ella fue quien vendió la fórmula de su empresa a la competencia y transfirió los 10.2 millones a la cuenta a nombre de Ryan, ella le menciona la idea de escapar de todos e irse juntos a un lugar lejano y jamás regresar. Ryan le reclama a Wilfred haber tenido en secreto el hecho de que él puede comunicarse con Amanda, sin embargo, él siempre lo niega, ambos se dirigen con Amanda, ella le habla, aun así Wilfred mantiene que no puede comunicarse. Ryan para comprobar la afirmación de Amanda, le pide que repita lo que Wilfred dijo, pero Ryan se da cuenta de que ella no puede comunicarse con él. Amanda insiste en marcharse de ahí. Ryan le pide un momento para despedirse de los demás, acude con James y le confiesa que Amanda es quien hizo toda esa estafa. James llama al FBI y a un psiquiatra. Más tarde, cuando se fueron todos los invitados, Ryan le comenta a Wilfred que Amanda ya fue trasladada al psiquiátrico. Wilfred le confiesa que él fue quien hizo el dibujo de su familia. Sin embargo, al entrar a su casa para ir por un poco de leche, ve una fotografía de él cuando era niño con su madre pintando ese dibujo, al buscar una lupa confirma que ahí también está dibujado el hombre/perro idéntico a Wilfred.

## Recepción

### Audiencia
El episodio fue visto por 0.54 millones de personas en su estreno original en Estados Unidos por FX.

### Recepción crítica
Brody Gibson  de boomtron comentó: "Estoy impresionado con lo mucho que Wilfred ha llegado en sus dos cortas temporadas. Se mostró una madurez desconocida para la mayoría de las comedias sin dejar de ser fundamentalmente inmaduro cuando sea apropiado. ¿Qué divertido es ver a Wilfred lamiendo sexualmente a un asistente de la boda? ¿O su amenaza de cortar el pene de Ryan si un solo pelo de su cola toca una brizna de pasto? Es clásico humor que Wilfred mezcla con el clásico drama de Wilfred. Es su propio animal. Hay pocos espectáculos que se puede decir es verdaderamente único y este es uno de ellos."
Max Nicholson de IGN dio al episodio un 8 sobre 10 y dijo: "La final también se sentía un poco apresurada, sobre todo porque Jenna y Drew apenas fueron destacados después de todo. Como espectadores,  nunca nos dieron suficiente tiempo para digerir lo que estaba pasando, dejando sensación repentina de marcha de Amanda viraron y algo intrascendente. Honestamente, el episodio probablemente habría sido beneficiado de un final de temporada de dos partes."
 Alan Sepinwall de Hitfix comentó: "Debido a la gran cantidad de viajes y otras actividades de este verano, terminé viendo esta temporada de una manera más fragmentada que la primera. Así que es difícil para mí para mantener las dos y declarar una mejor que la otra. Pero estoy satisfecho, y estoy deseando más, suponiendo que todo el mundo finalmente firma un contrato."
Randy Dankievtich de processed media dio al episodio un "B+" diciendo: " Ha habido algunos puntos altos en la segunda temporada de Wilfred, pero como demostró 'Secrets', su evolución ha sido igualmente fascinante y frustrante de ver. No hay un montón de grandes comedias de hombre-compañero en la actualidad (por extraño que parezca, New Girl es probablemente la mejor cosa en todo momento), y no importa lo incoherente, Wilfred puede ralentizarse lo suficiente como para encontrar momentos emocionales terribles para sus personajes. En general, me pareció que el final fue un poco decepcionante para una segunda temporada, pero sobre todo agradable."